# Oryun-dong
Oryun-dong (koreanska: 오륜동) är en stadsdel i Sydkoreas  huvudstad Seoul. Den ligger i den sydöstra delen av staden i stadsdistriktet Songpa-gu.